# Torneo Apertura de la Primera B de Chile 2008
El Campeonato Nacional «BancoEstado» de Primera B de la Asociación Nacional de Fútbol Profesional de Apertura 2008 fue el primer torneo oficial de fútbol profesional de los Torneos de Apertura y Clausura de la Primera B, los cuales se disputaron dentro de la temporada 2008. El torneo fue organizado por la ANFP, que presentaba un nuevo sistema de torneo con tres campeonatos en una sola competición (campeonato nacional, apertura y clausura). Los campeones de Apertura y Clausura disputaron el vicecampeonato y por consiguiente, el segundo ascenso a la Primera División.
Con este nuevo sistema de torneo, se establecían tres campeones dentro de la división. Sin embargo, en el palmarés de Primera B solo se consideró al campeón anual. Los campeonatos de Apertura y Clausura forman parte de una tabla ajena.
El campeón del Torneo de Apertura fue Curicó Unido, quien cedió su cupo a la final por el vicecampeonato a Municipal Iquique tras hacerse con el título nacional.

## Equipos participantes
| Equipo                | Ciudad       |
| --------------------- | ------------ |
| Coquimbo Unido        | Coquimbo     |
| Curicó Unido          | Curicó       |
| San Marcos de Arica   | Arica        |
| Deportes Copiapó      | Copiapó      |
| Deportes Puerto Montt | Puerto Montt |
| Fernández Vial        | Concepción   |
| Lota Schwager         | Coronel      |
| Municipal Iquique     | Iquique      |
| Unión San Felipe      | San Felipe   |
| San Luis              | Quillota     |
| Santiago Wanderers    | Valparaíso   |
| Unión La Calera       | La Calera    |

## Clasificación
| Pos | Equipo                | Pts | PJ | G  | E  | P  | GF | GC | DIF |
| --- | --------------------- | --- | -- | -- | -- | -- | -- | -- | --- |
| 1   | Curicó Unido          | 42  | 22 | 13 | 3  | 6  | 22 | 16 | 6   |
| 2   | Municipal Iquique     | 36  | 22 | 9  | 9  | 4  | 27 | 18 | 9   |
| 3   | San Marcos de Arica   | 34  | 22 | 10 | 4  | 8  | 32 | 33 | -1  |
| 4   | Deportes Puerto Montt | 34  | 22 | 9  | 7  | 6  | 27 | 16 | 11  |
| 5   | Lota Schwager         | 33  | 22 | 9  | 6  | 7  | 31 | 25 | 6   |
| 6   | Unión La Calera       | 32  | 22 | 9  | 5  | 8  | 34 | 31 | 3   |
| 7   | Coquimbo Unido        | 31  | 22 | 9  | 4  | 9  | 28 | 22 | 6   |
| 8   | Unión San Felipe      | 30  | 22 | 8  | 6  | 8  | 29 | 31 | -2  |
| 9   | Santiago Wanderers    | 29  | 22 | 8  | 5  | 9  | 29 | 29 | 0   |
| 10  | San Luis              | 24  | 22 | 6  | 5  | 10 | 18 | 36 | -18 |
| 11  | Deportes Copiapó      | 19  | 22 | 4  | 7  | 11 | 22 | 28 | -6  |
| 12  | Fernández Vial        | 16  | 22 | 2  | 10 | 10 | 20 | 34 | -14 |

PJ = Partidos Jugados; G = Partidos Ganados; E = Partidos empatados; P = Partidos perdidos; GF = Goles a favor; GC = Goles en contra; DIF = Diferencia de goles; Pts = Puntos
|  | Campeón. Clasifica a Final por el Vicecampeonato |

### Resultados
|  | Deportes Puerto Montt | 1 - 2 | Lota Schwager      |  | Regional de Chinquihue        | 9 de febrero  | 18:00 |
|  | San Marcos de Arica   | 1 - 3 | Municipal Iquique  |  | Carlos Dittborn               | 9 de febrero  | 22:00 |
|  | Deportes Copiapó      | 2 - 1 | Unión La Calera    |  | Estadio Municipal de Vallenar | 10 de febrero | 15:00 |
|  | San Luis              | 1 - 3 | Unión San Felipe   |  | Lucio Fariña Fernández        | 10 de febrero | 18:00 |
|  | Fernández Vial        | 1 - 0 | Coquimbo Unido     |  | Municipal de Concepción       | 10 de febrero | 18:00 |
|  | Curicó Unido          | 0 - 2 | Santiago Wanderers |  | La Granja                     | 10 de febrero | 19:00 |

|  | Santiago Wanderers | 0 - 1 | Deportes Copiapó      |  | Regional Chiledeportes          | 16 de febrero | 20:00 |
|  | Lota Schwager      | 1 - 0 | Coquimbo Unido        |  | Federico Schwager               | 17 de febrero | 16:00 |
|  | Unión San Felipe   | 2 - 1 | San Marcos de Arica   |  | Municipal de San Felipe         | 17 de febrero | 17:00 |
|  | Unión La Calera    | 5 - 0 | San Luis              |  | Municipal Nicolás Chahuán Nazar | 17 de febrero | 18:00 |
|  | Curicó Unido       | 2 - 0 | Fernández Vial        |  | La Granja                       | 17 de febrero | 18:30 |
|  | Municipal Iquique  | 0 - 0 | Deportes Puerto Montt |  | Tierra de Campeones             | 17 de febrero | 19:00 |

|  | San Luis            | 2 - 0 | Curicó Unido          |  | Lucio Fariña Fernández        | 20 de febrero | 18:00 |
|  | Coquimbo Unido      | 1 - 1 | Unión La Calera       |  | La Portada                    | 20 de febrero | 18:00 |
|  | Unión San Felipe    | 2 - 1 | Fernández Vial        |  | Municipal de San Felipe       | 20 de febrero | 21:00 |
|  | Deportes Copiapó    | 1 - 0 | Lota Schwager         |  | Estadio Municipal de Vallenar | 20 de febrero | 21:00 |
|  | Municipal Iquique   | 2 - 2 | Santiago Wanderers    |  | Tierra de Campeones           | 20 de febrero | 22:00 |
|  | San Marcos de Arica | 0 - 0 | Deportes Puerto Montt |  | Carlos Dittborn               | 20 de febrero | 22:00 |

|  | Deportes Puerto Montt | 4 - 1 | Unión San Felipe   |  | Regional de Chinquihue          | 23 de febrero | 18:00 |
|  | San Marcos de Arica   | 3 - 0 | Santiago Wanderers |  | Carlos Dittborn                 | 23 de febrero | 22:00 |
|  | Unión La Calera       | 2 - 0 | Curicó Unido       |  | Municipal Nicolás Chahuán Nazar | 24 de febrero | 18:00 |
|  | Coquimbo Unido        | 2 - 0 | Deportes Copiapó   |  | La Portada                      | 24 de febrero | 18:00 |
|  | Fernández Vial        | 0 - 0 | San Luis           |  | Municipal de Concepción         | 24 de febrero | 18:00 |
|  | Lota Schwager         | 1 - 1 | Municipal Iquique  |  | Federico Schwager               | 27 de febrero | 18:00 |

|  | Deportes Copiapó   | 2 - 2 | Fernández Vial        |  | Estadio Municipal de Vallenar | 1 de marzo | 18:00 |
|  | Curicó Unido       | 2 - 0 | Municipal Iquique     |  | La Granja                     | 2 de marzo | 12:00 |
|  | Unión San Felipe   | 0 - 0 | Unión La Calera       |  | Municipal de San Felipe       | 2 de marzo | 17:00 |
|  | Santiago Wanderers | 0 - 2 | Coquimbo Unido        |  | Sausalito                     | 2 de marzo | 17:00 |
|  | Lota Schwager      | 3 - 1 | San Marcos de Arica   |  | Federico Schwager             | 2 de marzo | 17:00 |
|  | San Luis           | 1 - 0 | Deportes Puerto Montt |  | Lucio Fariña Fernández        | 2 de marzo | 18:00 |

|  | San Luis              | 2 - 1 | Lota Schwager       |  | Lucio Fariña Fernández          | 5 de marzo | 18:00 |
|  | Coquimbo Unido        | 1 - 2 | Curicó Unido        |  | La Portada                      | 5 de marzo | 18:00 |
|  | Fernández Vial        | 1 - 2 | San Marcos de Arica |  | Municipal de Concepción         | 5 de marzo | 18:00 |
|  | Deportes Puerto Montt | 2 - 0 | Deportes Copiapó    |  | Regional de Chinquihue          | 5 de marzo | 20:00 |
|  | Municipal Iquique     | 1 - 1 | Unión San Felipe    |  | Tierra de Campeones             | 5 de marzo | 21:00 |
|  | Unión La Calera       | 2 - 1 | Santiago Wanderers  |  | Municipal Nicolás Chahuán Nazar | 6 de marzo | 20:00 |

|  | San Marcos de Arica | 2 - 1 | San Luis              |  | Carlos Dittborn                 | 8 de marzo | 22:00 |
|  | Fernández Vial      | 0 - 0 | Municipal Iquique     |  | Municipal de Concepción         | 9 de marzo | 14:00 |
|  | Santiago Wanderers  | 1 - 0 | Unión San Felipe      |  | Sausalito                       | 9 de marzo | 16:00 |
|  | Unión La Calera     | 1 - 1 | Lota Schwager         |  | Municipal Nicolás Chahuán Nazar | 9 de marzo | 18:00 |
|  | Coquimbo Unido      | 0 - 1 | Deportes Puerto Montt |  | La Portada                      | 9 de marzo | 18:00 |
|  | Deportes Copiapó    | 1 - 2 | Curicó Unido          |  | Estadio Municipal de Vallenar   | 9 de marzo | 18:00 |

|  | Deportes Puerto Montt | 1 - 1 | Fernández Vial      |  | Regional de Chinquihue  | 15 de marzo | 17:00 |
|  | Municipal Iquique     | 1 - 3 | Unión La Calera     |  | Tierra de Campeones     | 15 de marzo | 21:00 |
|  | San Luis              | 1 - 1 | Coquimbo Unido      |  | Lucio Fariña Fernández  | 16 de marzo | 17:00 |
|  | Curicó Unido          | 1 - 0 | San Marcos de Arica |  | La Granja               | 16 de marzo | 17:00 |
|  | Unión San Felipe      | 2 - 2 | Deportes Copiapó    |  | Municipal de San Felipe | 16 de marzo | 17:00 |
|  | Lota Schwager         | 1 - 2 | Santiago Wanderers  |  | Federico Schwager       | 16 de marzo | 17:00 |

|  | Unión La Calera    | 1 - 3 | San Marcos de Arica   |  | Municipal Nicolás Chahuán Nazar | 19 de marzo | 20:00 |
|  | Deportes Copiapó   | 1 - 2 | San Luis              |  | Estadio Municipal de Vallenar   | 22 de marzo | 18:00 |
|  | Santiago Wanderers | 0 - 1 | Deportes Puerto Montt |  | Sausalito                       | 23 de marzo | 17:00 |
|  | Curicó Unido       | 1 - 0 | Unión San Felipe      |  | La Granja                       | 23 de marzo | 17:00 |
|  | Coquimbo Unido     | 2 - 1 | Municipal Iquique     |  | La Portada                      | 23 de marzo | 17:00 |
|  | Fernández Vial     | 1 - 2 | Lota Schwager         |  | Municipal de Concepción         | 23 de marzo | 20:30 |

|  | Deportes Copiapó      | 0 - 1 | Municipal Iquique  |  | Estadio Municipal de Vallenar | 26 de marzo | 21:00 |
|  | Deportes Puerto Montt | 0 - 0 | Curicó Unido       |  | Regional de Chinquihue        | 29 de marzo | 16:30 |
|  | Fernández Vial        | 1 - 1 | Unión La Calera    |  | Municipal de Concepción       | 29 de marzo | 22:00 |
|  | San Luis              | 0 - 4 | Santiago Wanderers |  | Lucio Fariña Fernández        | 30 de marzo | 15:30 |
|  | Lota Schwager         | 3 - 0 | Unión San Felipe   |  | Federico Schwager             | 30 de marzo | 15:30 |
|  | San Marcos de Arica   | 1 - 0 | Coquimbo Unido     |  | Carlos Dittborn               | 30 de marzo | 19:30 |

|  | Municipal Iquique   | 0 - 0 | San Luis              |  | Tierra de Campeones             | 5 de abril | 21:00 |
|  | San Marcos de Arica | 2 - 1 | Deportes Copiapó      |  | Carlos Dittborn                 | 5 de abril | 22:00 |
|  | Unión San Felipe    | 3 - 3 | Coquimbo Unido        |  | Municipal de San Felipe         | 6 de abril | 15:30 |
|  | Santiago Wanderers  | 2 - 2 | Fernández Vial        |  | Sausalito                       | 6 de abril | 15:30 |
|  | Unión La Calera     | 4 - 1 | Deportes Puerto Montt |  | Municipal Nicolás Chahuán Nazar | 6 de abril | 15:30 |
|  | Curicó Unido        | 1 - 0 | Lota Schwager         |  | La Granja                       | 6 de abril | 15:30 |

|  | Coquimbo Unido     | 2 - 0 | Fernández Vial        |  | La Portada                      | 12 de abril | 16:00 |
|  | Municipal Iquique  | 1 - 1 | San Marcos de Arica   |  | Tierra de Campeones             | 13 de abril | 12:00 |
|  | Unión San Felipe   | 0 - 1 | San Luis              |  | Municipal de San Felipe         | 13 de abril | 15:30 |
|  | Unión La Calera    | 1 - 1 | Deportes Copiapó      |  | Municipal Nicolás Chahuán Nazar | 13 de abril | 15:30 |
|  | Lota Schwager      | 0 - 0 | Deportes Puerto Montt |  | Federico Schwager               | 13 de abril | 15:30 |
|  | Santiago Wanderers | 1 - 2 | Curicó Unido (C)      |  | Regional Chiledeportes          | 18 de junio | 18:30 |

|  | Fernández Vial        | 1 - 1 | Curicó Unido       |  | Municipal de Concepción       | 19 de abril | 17:00 |
|  | San Marcos de Arica   | 1 - 0 | Unión San Felipe   |  | Carlos Dittborn               | 19 de abril | 22:00 |
|  | San Luis              | 1 - 2 | Unión La Calera    |  | Lucio Fariña Fernández        | 20 de abril | 15:30 |
|  | Deportes Copiapó      | 0 - 1 | Santiago Wanderers |  | Estadio Municipal de Vallenar | 20 de abril | 15:30 |
|  | Coquimbo Unido        | 3 - 0 | Lota Schwager      |  | La Portada                    | 20 de abril | 16:00 |
|  | Deportes Puerto Montt | 1 - 0 | Municipal Iquique  |  | Regional de Chinquihue        | 23 de abril | 19:00 |

|  | Santiago Wanderers    | 1 - 2 | Municipal Iquique   |  | Sausalito                       | 26 de abril | 15:30 |
|  | Unión La Calera       | 2 - 1 | Coquimbo Unido      |  | Municipal Nicolás Chahuán Nazar | 27 de abril | 15:30 |
|  | Curicó Unido          | 3 - 0 | San Luis            |  | La Granja                       | 27 de abril | 15:30 |
|  | Deportes Puerto Montt | 1 - 2 | San Marcos de Arica |  | Regional de Chinquihue          | 27 de abril | 15:30 |
|  | Fernández Vial        | 2 - 2 | Unión San Felipe    |  | Municipal de Concepción         | 27 de abril | 15:30 |
|  | Lota Schwager         | 2 - 2 | Deportes Copiapó    |  | Federico Schwager               | 27 de abril | 15:30 |

|  | Santiago Wanderers | 2 - 4 | San Marcos de Arica   |  | Sausalito                     | 30 de abril | 16:00 |
|  | Municipal Iquique  | 1 - 1 | Lota Schwager         |  | Tierra de Campeones           | 4 de mayo   | 12:00 |
|  | Unión San Felipe   | 2 - 1 | Deportes Puerto Montt |  | Municipal de San Felipe       | 4 de mayo   | 15:30 |
|  | San Luis           | 2 - 0 | Fernández Vial        |  | Lucio Fariña Fernández        | 4 de mayo   | 15:30 |
|  | Curicó Unido       | 1 - 0 | Unión La Calera       |  | La Granja                     | 4 de mayo   | 15:30 |
|  | Deportes Copiapó   | 1 - 2 | Coquimbo Unido        |  | Estadio Municipal de Vallenar | 4 de mayo   | 15:30 |

|  | San Marcos de Arica   | 0 - 2 | Lota Schwager      |  | Carlos Dittborn                 | 7 de mayo  | 22:00 |
|  | Coquimbo Unido        | 2 - 2 | Santiago Wanderers |  | La Portada                      | 10 de mayo | 16:00 |
|  | Deportes Puerto Montt | 6 - 0 | San Luis           |  | Regional de Chinquihue          | 10 de mayo | 17:00 |
|  | Municipal Iquique     | 1 - 0 | Curicó Unido       |  | Tierra de Campeones             | 11 de mayo | 12:00 |
|  | Unión La Calera       | 1 - 3 | Unión San Felipe   |  | Municipal Nicolás Chahuán Nazar | 11 de mayo | 12:00 |
|  | Fernández Vial        | 1 - 1 | Deportes Copiapó   |  | Municipal de Concepción         | 11 de mayo | 15:30 |

|  | Santiago Wanderers  | 2 - 0 | Unión La Calera       |  | Regional Chiledeportes        | 17 de mayo | 16:00 |
|  | Deportes Copiapó    | 0 - 1 | Deportes Puerto Montt |  | Estadio Municipal de Vallenar | 17 de mayo | 19:00 |
|  | San Marcos de Arica | 0 - 2 | Fernández Vial        |  | Carlos Dittborn               | 17 de mayo | 22:00 |
|  | Unión San Felipe    | 1 - 4 | Municipal Iquique     |  | Municipal de San Felipe       | 18 de mayo | 15:30 |
|  | Curicó Unido        | 1 - 0 | Coquimbo Unido        |  | La Granja                     | 18 de mayo | 15:30 |
|  | Lota Schwager       | 3 - 1 | San Luis              |  | Federico Schwager             | 18 de mayo | 15:30 |

|  | Lota Schwager         | 1 - 2 | Unión La Calera     |  | Federico Schwager       | 21 de mayo | 12:00 |
|  | Municipal Iquique     | 4 - 0 | Fernández Vial      |  | Tierra de Campeones     | 21 de mayo | 15:30 |
|  | Unión San Felipe      | 2 - 1 | Santiago Wanderers  |  | Municipal de San Felipe | 21 de mayo | 15:30 |
|  | Deportes Puerto Montt | 2 - 1 | Coquimbo Unido      |  | Regional de Chinquihue  | 21 de mayo | 15:30 |
|  | Curicó Unido          | 1 - 0 | Deportes Copiapó    |  | La Granja               | 21 de mayo | 16:00 |
|  | San Luis              | 1 - 1 | San Marcos de Arica |  | Lucio Fariña Fernández  | 22 de mayo | 18:00 |

|  | San Marcos de Arica | 1 - 1 | Curicó Unido          |  | Carlos Dittborn                 | 14 de mayo | 22:00 |
|  | Santiago Wanderers  | 1 - 1 | Lota Schwager         |  | Regional Chiledeportes          | 25 de mayo | 15:30 |
|  | Unión La Calera     | 1 - 2 | Municipal Iquique     |  | Municipal Nicolás Chahuán Nazar | 25 de mayo | 15:30 |
|  | Coquimbo Unido      | 1 - 0 | San Luis              |  | La Portada                      | 25 de mayo | 15:30 |
|  | Fernández Vial      | 1 - 1 | Deportes Puerto Montt |  | Municipal de Concepción         | 25 de mayo | 15:30 |
|  | Deportes Copiapó    | 1 - 1 | Unión San Felipe      |  | Estadio Municipal de Vallenar   | 25 de mayo | 15:30 |

|  | Municipal Iquique     | 1 - 0 | Coquimbo Unido     |  | Tierra de Campeones     | 28 de mayo | 16:00 |
|  | San Marcos de Arica   | 5 - 3 | Unión La Calera    |  | Carlos Dittborn         | 7 de junio | 22:00 |
|  | Deportes Puerto Montt | 0 - 0 | Santiago Wanderers |  | Regional de Chinquihue  | 8 de junio | 15:00 |
|  | San Luis              | 1 - 1 | Deportes Copiapó   |  | Lucio Fariña Fernández  | 8 de junio | 15:30 |
|  | Unión San Felipe      | 2 - 0 | Curicó Unido       |  | Municipal de San Felipe | 8 de junio | 15:30 |
|  | Lota Schwager         | 4 - 2 | Fernández Vial     |  | Federico Schwager       | 8 de junio | 15:30 |

|  | Santiago Wanderers | 2 - 1 | San Luis              |  | Regional Chiledeportes          | 14 de junio | 18:00 |
|  | Unión La Calera    | 1 - 0 | Fernández Vial        |  | Municipal Nicolás Chahuán Nazar | 15 de junio | 15:30 |
|  | Unión San Felipe   | 2 - 0 | Lota Schwager         |  | Municipal de San Felipe         | 15 de junio | 15:30 |
|  | Curicó Unido       | 1 - 0 | Deportes Puerto Montt |  | La Granja                       | 15 de junio | 15:30 |
|  | Municipal Iquique  | 1 - 0 | Deportes Copiapó      |  | Tierra de Campeones             | 18 de junio | 22:00 |
|  | Coquimbo Unido     | 3 - 1 | San Marcos de Arica   |  | La Portada                      | 19 de junio | 17:00 |

|  | Deportes Puerto Montt | 3 - 0 | Unión La Calera     |  | Regional de Chinquihue        | 22 de junio | 12:00 |
|  | San Luis              | 0 - 0 | Municipal Iquique   |  | Lucio Fariña Fernández        | 22 de junio | 15:30 |
|  | Coquimbo Unido        | 1 - 0 | Unión San Felipe    |  | La Portada                    | 22 de junio | 15:30 |
|  | Lota Schwager         | 2 - 0 | Curicó Unido        |  | Federico Schwager             | 22 de junio | 15:30 |
|  | Fernández Vial        | 1 - 2 | Santiago Wanderers  |  | Municipal de Concepción       | 22 de junio | 15:30 |
|  | Deportes Copiapó      | 4 - 0 | San Marcos de Arica |  | Estadio Municipal de Vallenar | 22 de junio | 15:30 |

## Campeón
|                        |
| Curicó Unido 1º título |